# Namida Namida Namida
«Namida Namida Namida» (涙 NAMIDA ナミダ?  Namida NAMIDA Namida) es un sencillo en CD de la cantante y seiyū japonesa Aya Hirano. Fue lanzado el 8 de octubre de 2008 y producido por Lantis. La canción es usada como tema de cierre de la serie de anime Hyakko.

## Lista de canciones
1. "Namida Namida Namida" (涙 NAMIDA ナミダ?  Namida NAMIDA Namida)
  - Intérprete: Aya Hirano
  - Letra: Tsunku
  - Arreglos: Hirata Shiyōitirō
2. "WIN"
  - Intérprete: Aya Hirano
  - Letra: Tsunku
  - Arreglos: Daichi Hideyuki Suzuki
3. "Namida Namida Namida" (off vocal) (涙 NAMIDA ナミダ?  Namida NAMIDA Namida (off vocal))
4. "WIN" (off vocal)